# Thymos
Thymos of thumos, θυμός, is geestrijkheid in het Oudgrieks met een verband met adem en bloed, trots en de menselijke behoefte aan erkenning.
Thymos wordt in het werk van Homerus als iets gebruikt om emoties, verlangens of andere aandrangen onder controle te krijgen. Het was een permanent bezit van de mens waar zijn gedachten en gevoelens aan toe behoorden. Als een Homerische held onder emotionele stress kwam te staan, schakelde hij de hulp in van de thymos. De Griekse filosoof Plato beschouwde thymos als een onderdeel van de menselijke psyche, naast logos en eros. Het was eerst Pythagoras die deze drie in waarde met elkaar vergeleek. Plato sloeg het verstand veel hoger aan dan de drift en plaatste de thymos daartussen.
Peter Venmans behandelt de thymos in zijn Het derde deel van de ziel. Andere filosofen die zich met thymos hebben beziggehouden zijn Francis Fukuyama, met zijn Het einde van de geschiedenis en de laatste mens en Identity. Contemporary Identity Politics and the Struggle for Recognition (2018) en Peter Sloterdijk met Woede en Tijd.